# Oleg Ibrahimoff
Oleg Ibrahimoff est un médecin, poète et écrivain français, né le 11 juin 1926 à Constantinople et mort le 13 janvier 2001 à Longjumeau (Essonne).

## Biographie

### Origines
Oleg Ibrahimoff est issu d'une famille d’origine russo-tatar. Son père, ancien commissaire à l’Éducation de la République socialiste autonome des Tatars de Crimée, a émigré en France en 1928 après avoir appris sa condamnation à mort en Union soviétique. La famille s'installe à Boulogne-Billancourt, une ville connue pour sa communauté russe. En 1953, il épouse Janine Mitaud, poète, avec laquelle il aura une fille, Claude, devenue artiste plasticienne. Après avoir terminé un cursus médical, il ouvre en 1960 un cabinet de médecine générale à Sainte-Geneviève-des-Bois. Il mènera une autre vie en parallèle avec Jeannine Peyrache avec qui il aura une fille Anne-Lise Ibrahimoff, en 1974.  En parallèle de son activité de médecin, il s'intéresse à plusieurs spécialités médicales et exerce comme rédacteur en chef médical du quotidien Panorama du Médecin. Sportif passionné, il pratique également des activités comme l'aéronautisme, le vol à voile et la plongée.

### Activités littéraires
Sa vie durant, Oleg Ibrahimoff poursuivra son travail d’écriture en langue française. Il aura été un auteur prolifique, ayant publié plus de vingt livres. Ses premiers recueils de poésie seront publiés dès 1950, comme Banlieue chez l’éditeur René Rougerie avec qui il collaborera dix-sept ans. Viendront ensuite Nous sommes les barbares aux Éditions Janus dirigées par Pierre-Jean Oswald, Le Cours de la vie sur La Presse à Bras de Vincente Monteiro en 1953, ainsi que d’autres recueils chez Guy Chambelland aux Éditions La Coïncidence. Oleg Ibrahimoff est également l’auteur d’un récit épique Attila dans l’herbe verte - Rituel, publié aux Éditions Soleil Natal en mai 1996, et d’un roman, La vie et la mort sur une petite place, paru sous le pseudonyme Jean-Louis Dino, publié, avec des tirés à part, dans la collection Métamorphoses en 1973. Plusieurs artistes ont illustré ses recueils de poésie, parmi lesquels Jacques Spacagna, Raymond Pagès, Jean Casazza (Gian Carlo Casazza), Françoise Dufay, Livia, Akos Szabo, Ania Staritsky, Kevin Hurley.
Le livre Le Prince Oleg et autres dits, publié en 1976, est accompagné d'une préface de Jean Rousselot, qui le qualifie de « l'une des plus authentiques épopées de la langue française » et ajoute : « Retiré bien plus loin qu'un autre en vous-même, vous avez su trouver ces accents auxquels je ne saurais me tromper ». L'ouvrage comprend également une postface sous forme de lettre d'André Breton, mettant en lumière la capacité des poèmes à « réfracter vers vous des rayons de source tout affective ».
Serge Brindeau fait figurer Oleg Ibrahimoff dans La Poésie contemporaine de langue française depuis 1945  et Robert Sabatier le cite dans le tome 3 de son Histoire de la poésie française (Métamorphoses et Modernité).

### La revueMétamorphoses- 1966-1974
Oleg Ibrahimoff est le fondateur de la revue de poésie Métamorphoses,.  Cette revue trimestrielle « publiée pour le compte et le plaisir d’Oleg Ibrahimoff et ses amis » paraîtra d’abord chez l’éditeur René Rougerie (de décembre 1966 à mars 1970), puis chez d’autres imprimeurs. Les poètes Dominique Autié, Alain Duault, Sylvestre Clancier, Alain Frontier, Gil Jouanard, Janine Mitaud, le sculpteur Louis Molinari  et d’autres se rencontreront régulièrement chez Oleg Ibrahimoff et Janine Mitaud à Sainte-Geneviève des Bois pour travailler à sa rédaction et à son administration.
On trouvait dans la revue aussi bien des textes de Michel Butor, Pierre Albert-Birot, Joë Bousquet, Saint-Pol Roux, Marcel Béalu, Jean Rousselot, Brigitte Level que de Velimir Khlebnikov, Cesar Pavese, Ilarie Voronca, Guennadi Aïgui (en édition bilingue), et de jeunes poètes dont Jean-Philippe Salabreuil, parmi d’autres.
Métamorphoses publiait également des « Messages Alpha », textes traitant de thèmes originaux et variés tels que Le théâtre expérimental en Hongrie d’Árpád Ajtony , De la littérature considérée dans ses rapports avec la divinité  d’Alain Frontier, ou sur la musique de Bernard Picavet.
Divers artistes l’illustraient, dont Patrice Jeener, auteur de compositions mathématiques, ou le peintre et affichiste Raymond Pagès. Métamorphoses explorait de nouvelles voies poétiques, qui passaient notamment par la publicité et l'image, dont des œuvres et collages d’Oleg Ibrahimoff. Pierre Peyrolles conçut ce qui fut le modèle de sa couverture à partir de 1972. Le 27e numéro marquera la fin de cette aventure en 1974.

## Publications
- Paris l’an deux fois neuf, Rougerie, 1950[16].
- Banlieue, Rougerie, 1953.
- Le Cours de la vie, Presse à bras / Monteiro, 1953.
- Nous sommes les barbares, Janus / P.-J. Oswald, 1955.
- Conquêtes de la ville, Rougerie, 1955[17].
- Pierre à pierre Paris, Rougerie, 1958.
- Le Prince Oleg, Rougerie, 1963.
- L’Égal de la terreur, Rougerie, 1966.
- Incinérer l’hiver, Rougerie, 1967.
- La Prise du pouvoir, Tiré à part "Métamorphoses" n° 1, 1970.
- Univers minuscule, Hors commerce, illustrations Claire Laffay, 1970.
- Dieu, œuvre posthume, Chambelland, 1973[18].
- Richesse des ruines, Métamorphoses, 1974.
- La vie et la mort sur une petite place, Métamorphoses, 1974[19].
- L’Opposition - La Prise du pouvoir II, Métamorphoses, 1974[20].
- Le Prince Oleg et autres dits, Éditions Saint-Germain-des-Prés, 1976[7].
- Quid fuit Val Rocas, "Franche Lippée" n° 101, Ed. Clapas, 1977.
- Le Passage du Tartare - Oratorio I, La Coïncidence-Chambelland, 1981[6].
- Le Passage du Tartare - Oratorio Il, La Coïncidence-Chambelland, 1981.
- Incinérer l’hiver II - Mages, Éditions du Soleil natal, 1988.
- La Pentecôte des poètes, "Tiré à part" n° 11, Ed. ass. Clapas, 1995.
- Attila dans l’herbe verte - Rituel, Éditions du Soleil natal, 1996[21].
- L’Avant-Printemps suivi de Printemps, "Les Amis à voix" n° 25, Ed. ass. Clapas, 1999.
- Salut l’artiste - Poèmes, "Tiré à part" n° 82, Ed. ass. Clapas, 2000.
- Agapitch et les ficelles, Récit tiré de « Les Contes à rebours de Billancourt - Témoignages »,  Pen Club Français, Lettre No 47 , page 34, Novembre 2024.